# Грачац
Грачац је градић и седиште истоимене општине у пространој удолини у јужној Лици, Република Хрватска.

## Географија
Лежи на надморској висини од 562 м. Развио се у средишњем делу у Грачачког поља, око доњег тока Отуче и кречњачког узвишења (Градина 618 м) на раскрсници путева од Госпића према Книну и Крбаве према Далмацији. Од Далмације је одвојен високим масивом Велебита, преко чијег превоја Презид пролази пут Грачац – Обровац. У близини су чувене Церовачке пећине. Кроз Грачац протиче река Отуча.
Грачац је удаљен од Госпића око 50 км, Удбине 34 км, Обровца 24 км, од Книна 54 км и од Задра 54 км.

## Историја
На подручју Грачаца налазила се средњовјековна жупа Отуча. Данашње насеље Грачац јаче се развија у доба Војне крајине, посебно након изградње пута Госпић – Грачац – Книн 1789. године. Важност Грачаца у саобраћајном смислу је још више порасла након отварања Личке пруге 1925. године.
Грачац се од распада Југославије до августа 1995. године налазио у Републици Српској Крајини. Током агресије на РСК, 5. августа 1995. године хрватска војска заузела је Грачац протеравајући већинско српско становништво у граду и околини. Место су потом населиле хрватске избјеглице, већином са подручја Средње Босне. Мањи број углавном старијих Срба се до данас вратио на своја огњишта.

## Култура
У Грачацу је сједиште истоимене парохије Српске православне цркве. Парохија Грачац припада Архијерејском намјесништву личком у саставу Епархије Горњокарловачке а чине је Грачац, Томингај, Кијани, Дерингај, Омсица, Граб, Вучипоље, Враца и Главица. У Грачацу се налази Црква Вазнесења Господњег, храм Српске православне цркве саграђен 1874. године, који је страдао у Другом свјетском рату. Поп Николај Мандић је најзаслужнији што је држава (али и бројни приложници) финансијски помогла подизање православне цркве у Грачацу, а уз њега и свештеничког дома и школске зграде, вредне 100.000 ф. Та богомоља је била срушена до темеља 1954. године, али је касније обновљена, као и српска православна Капела Светог Марка саграђена на Велебиту 1863. године, а страдала у Другом свјетском рату. У Грачацу постоје и двије римокатоличке цркве, Жупна црква Св. Јурја саграђена 1715. године и нова црква Св. Ивана Крститеља.

## Становништво
Према попису становништва из 2001. године, Грачац је имао 2.689 становника. Према попису становништва из 2011. године, насеље Грачац је имало 3.063 становника.

## Попис 1991.
На попису становништва 1991. године, насељено место Грачац је имало 4.101 становника, следећег националног састава:
| Попис 1991.‍   | Попис 1991.‍  | Попис 1991.‍ | Попис 1991.‍ | Попис 1991.‍ |
| ------------- | ------------ | ----------- | ----------- | ----------- |
|               |              |             |             |             |
| Срби          | Срби         |             | 3.906       | 95,24%      |
| Хрвати        | Хрвати       |             | 61          | 1,48%       |
| Југословени   | Југословени  |             | 60          | 1,46%       |
| Муслимани     | Муслимани    |             | 7           | 0,17%       |
| Македонци     | Македонци    |             | 4           | 0,09%       |
| Албанци       | Албанци      |             | 3           | 0,07%       |
| Црногорци     | Црногорци    |             | 3           | 0,07%       |
| Немци         | Немци        |             | 2           | 0,04%       |
| Јевреји       | Јевреји      |             | 1           | 0,02%       |
| Словенци      | Словенци     |             | 1           | 0,02%       |
| неопредељени  | неопредељени |             | 5           | 0,12%       |
| непознато     | непознато    |             | 48          | 1,17%       |
| укупно: 4.101 |              |             |             |             |

### Ранији пописи
| Националност       | 1981. | 1971. | 1961. |
| Срби               | 3.116 | 2.864 | 2.600 |
| Југословени        | 496   | 78    | 5     |
| Хрвати             | 62    | 113   | 200   |
| Црногорци          | 6     | 11    | 5     |
| Албанци            | 8     | 6     |       |
| Словенци           | 3     | 5     | 7     |
| Муслимани          | 7     |       | 2     |
| Македонци          |       | 1     | 4     |
| Мађари             | 1     |       | 2     |
| остали и непознато | 21    | 64    | 6     |
| Укупно             | 3.713 | 3.144 | 2.829 |

| Демографија | Демографија | Демографија |
| Година      | Становника  | Становника  |
| ----------- | ----------- | ----------- |
| 1961.       | 2.829       |             |
| 1971.       | 3.144       |             |
| 1981.       | 3.713       |             |
| 1991.       | 4.101       |             |
| 2001.       | 2.689       |             |
| 2011.       |             | 3.063       |

## Знамените личности
- Георгина Тесла, мајка Николе Тесле
- Ђоко Вјештица, српски новинар
- Петар Шкундрић, српски политичар и бивши министар у Влади Републике Србије
- Данило Станисављевић, четнички војвода и један од вођа устанка Срба у Лици
- Ђуро Дробац, учесник Народноослободилачке борбе
- Милош Мандић, свештеник Српске православне цркве